# بوچانگای خاکستری
بوچانگای خاکستری (نام علمی: Dicrurus leucophaeus) نام یک گونه از تیره بوچانگایان است.

## مشخصات ظاهری
۲۹ تا ۳۰ سانتی‌متر طول دارد و نر و ماده شبیه هم هستند. چشم‌ها قرمز پاها و نوک سیاه است. تارک و سطح پشتی یکدست و آبی تیره و چانه، گلو و گوشپرهایش سیاه است. پایین سینه و سطح شکمی اندکی کمرنگتر است. دارای دم بلند و دوشاخه تیره رنگ است.

## تغذیه و رفتار

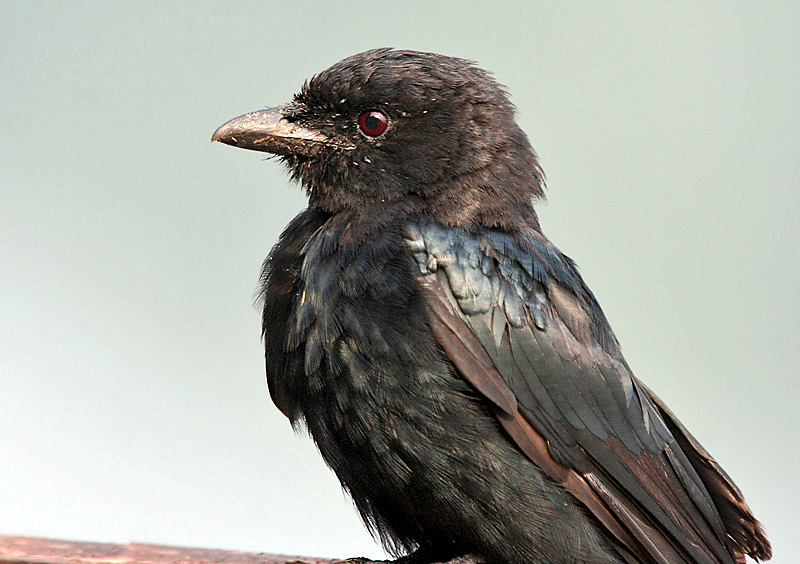
بوچانگای خاکستری نر

این پرنده حشره‌خوار است ولی گاهی از مارمولک‌ها و جوجۀ پرندگان دیگر هم تغذیه می‌کند. معمولاً در نقاط بالای درختان و بالای سیم‌های برق می‌نشیند و محیط پیرامونی را زیر نظر می‌گیرد. سپس با پرواز ناگهانی حشرات در حال پرواز را شکار می‌کنند. آشیانه را در ارتفاع ۳ تا ۱۵ متری از سطح زمین می‌سازند. مواد ساخت لانه توسط پرنده نر جمع شده و توسط پرنده ماده لانه به شکل فنجانی و ظریف بنا می‌کند. آشیانه از شاخه درخت آویزان است و ویژگی خوبی برای استتار است. ۱ تا ۴ تخم می‌گذارد. هر دو پرنده نر و ماده روی تخم‌ها می‌خوابند و از جوجه‌ها مراقبت می‌کنند. بوجانگای خاکستری توانایی تقلید صدای پرندگان دیگر را هم دارد.

## زیستگاه در ایران
بوچانگای خاکستری در جنوب ایران به صورت کمیاب در جنگل‌های باز جزیره به تعداد کم و اندک دیده می‌شود. این پرنده برای نخستین بار در جزیره کیش دیده شد و به فهرست پرندگان ایران اضافه شده است.

## نگارخانه

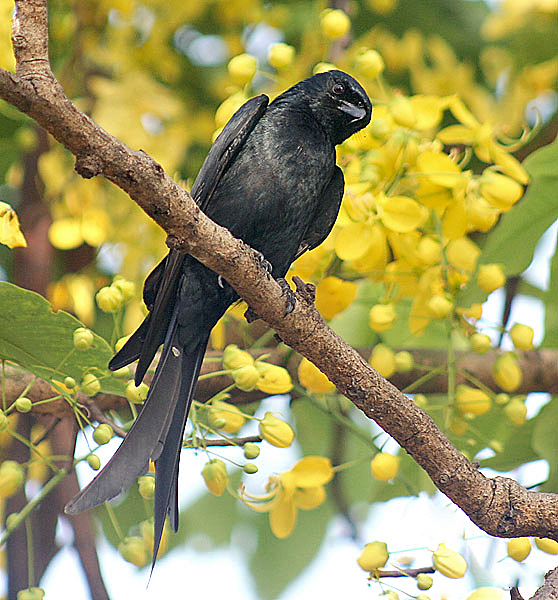
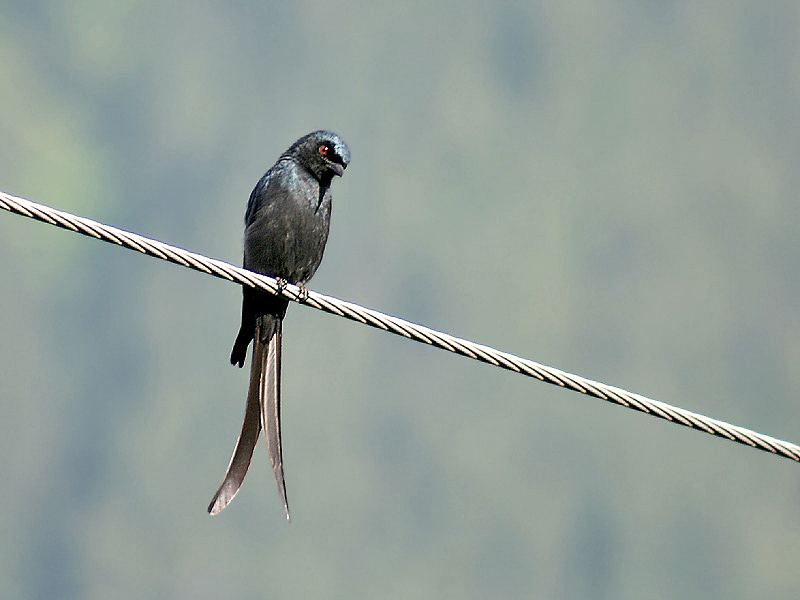